# Triumfetta tenuipedunculata
Triumfetta tenuipedunculata är en malvaväxtart som beskrevs av Hiram Wild. Triumfetta tenuipedunculata ingår i släktet triumfettor, och familjen malvaväxter. Inga underarter finns listade i Catalogue of Life.